# Десмин
Десмин — белок промежуточных филаментов, находящихся рядом с Z-линией в саркомерах. Он был получен в чистом виде в 1977 году, отвечающий за него ген был идентифицирован в 1989 году, а первая нокаутная мышь с отключённым геном десмина была создана в 1996 году. Десмин есть только у позвоночных. Тем не менее, гомологичные белки были найдены у многих организмов. Это — белок массой 52 кДа, выполняющий роль субъединицы в промежуточном филаменте скелетных, гладких и сердечных мышечных тканей.

## Предполагаемые функции
Функция десмина изучалась на мышах с отключенным геном, однако механизм, лежащий в основе его работы, ещё не расшифрован. Мыши без десмина развиваются нормально, и только позже у них возникают дефекты. Возможно, это результат взаимодействия с другими белками, а не отсутствия десмина самого по себе. Требуется больше исследований того, как происходят экспрессия и взаимодействия десмина с другими белками в мышечной клетке, чтобы определить его точную функцию.
Десмин — одна из ранних белковых «меток» мышечных клеток в эмбриогенезе, так как он обнаружен в миобластах сомитов. Хотя он имеется в клетке уже на ранних стадиях развития, но экспрессируется слабо, а сильнее экспрессируется по мере того как клетка приближается к полной дифференциации. После того, как мышечная клетка развилась полностью, в ней из белков промежуточных филаментов присутствует только десмин. Похожий белок, виментин, имеется в больших количествах во время эмбриогенеза, в то время как десмин содержится в больших количествах после дифференциации. На основании этого можно предположить, что в развивающейся клетке между этими двумя белками происходят взаимодействия.  Пока десмин присутствует в низкой концентрации (во время дифференциации), другой белок может выполнять функции десмина; видимо, это имеет место на ранних стадиях развития, но не на поздних.
Десмин в мышечных клетках соединяет многие компоненты цитоплазмы. Саркомер — компонент мышечной клетки, состоящий из филаментов и миозиновых моторных белков, что позволяет клетке сокращаться. Десмин образует «строительные леса» вокруг Z-диска саркомера и присоединяет Z-диск к подмембранному цитоскелету (цитоплазматической части мембраны мышечной клетки).. Он связывает соседние миофибриллы, соединяя Z-диски. С помощью своего контакта с саркомером десмин присоединяет сократительный аппарат к ядру клетки, митохондриям и к постсинаптическим участкам. Эти контакты поддерживают структурную и механическую целостность клетки во время сокращения, одновременно помогая в передаче усилия и в выдерживании продольной нагрузки. Существуют данные, что десмин может также связывать саркомеры с внеклеточным матриксом (ВМ) посредством гемидесмосом, которые могут быть важны в передаче сигналов между ВМ и саркомерами, способных регулировать мышечное сокращение и движение.
Наконец, десмин может быть важен в функционировании митохондрий. Когда десмин не действует надлежащим образом, нарушаются распределение, количество, строение и работа митохондрий. Пока десмин связывает митохондрии и саркомеры, возможна передача информации о сокращении и о потребности в энергии, а следовательно, регуляция уровня дыхания мышечной клетки.

## Фенотип особи свыключенным геном
Когда ген, отвечающий за десмин, отключен, он больше не в состоянии нормально функционировать. Мыши с отключенным геном, отвечающим за десмин, нормально развиваются и могут размножаться, однако вскоре после рождения у них начинают проявляться дефекты в скелетных, гладких и сердечных мышцах; затронуты, в частности, диафрагма и сердце. Мыши без десмина слабы и менее выносливы, чем нормальные мыши, и мышечные волокна с большей вероятностью повреждаются во время сокращения (вероятно, потому, что десмин отвечает за соединение миофибрилл и мышечных волокон). У мышей без десмина также нарушены функции митохондрий.

## Возникающие болезни
Миопатия, связанная с десмином (МСД, или десминопатия), является разновидностью миофибриллярных миопатий и результатом мутации гена, кодирующего десмин, которая препятствует образованию филаментов. Саркомеры становятся неровными, что приводит к рассогласованию работы мышечных волокон. Эта мутация приводит также к гибели мышечных клеток путём апоптоза и некроза. Работа мышечных клеток может быть нарушена, поскольку совокупности десмина могут разрушать другие филаментные структуры и/или нарушать клеточные функции.
Десминопатия — очень редкое заболевание, и на сегодняшний день только 60-ти больным поставлен такой диагноз; однако это число вряд ли точно из-за ошибок в диагностике. Обычные симптомы болезни — слабость и атрофия дистальных мышц нижних конечностей, которая распространяется на руки и ладони, затем на туловище, шею и лицо. Дальше зачастую следуют нарушения дыхания.
Существуют три основных вида наследования этого заболевания: аутосомно-доминантный, аутосомно-рецессивный и de novo. Наиболее тяжелая форма — аутосомно-рецессивная, к тому же она имеет раннее начало. Обычно она поражает все три типа мышечных тканей и приводит к сердечной и дыхательной недостаточности, а также кишечной непроходимости. У аутосомно-доминантного наследования более позднее начало и медленное прогрессирование. Обычно этот вид поражает только один или два типа мышечной ткани. Заболевание de novo возникает, когда происходят новые мутации, не унаследованные человеком ни от одного из родителей. Эта форма имеет широкий спектр симптомов и варьирует в зависимости от произошедших мутаций. В настоящее время от этого заболевания нет лекарств, но имеется лечение, облегчающее симптомы.

## Структура
У этого белка есть три основных домена:  альфа-спиральная стержневая часть, лишенная  альфа-спиральной структуры голова и "хвост" на С-конце. Десмин, как все промежуточные филаменты, не обладает полярностью в собранном виде. Область стержня состоит из 308 аминокислот с параллельными альфа-биспиральными димерами и с тремя участками, где эта структура прерывается. Стержень соединяется с областью головы. Содержащиеся в голове 84 аминокислоты с большим количеством аргинина, серина и ароматических остатков играют важную роль в сборке филаментов и междимерном взаимодействии. Область хвоста обеспечивает интеграцию филаментов и взаимодействия с другими белками и органеллами.

## Взаимодействия
Установлено, что десмин взаимодействует с десмоплакином.